# Lista de deputados estaduais de Roraima da 4.ª legislatura
Esta é a lista de deputados estaduais de Roraima eleitos para a legislatura 2003–2007. Um total de 24 deputados foram eleitos.

## Composição das bancadas
| Partido | Líder               | Bancada | Posição      |
| ------- | ------------------- | ------- | ------------ |
| PSL     | Berinho Bantim      | 3 / 24  | Governo      |
| PSDB    | Marcos da Byte      | 3 / 24  | Independente |
| PFL     | Chico Guerra        | 2 / 24  | Governo      |
| PST     | Édio Lopes          | 2 / 24  | Governo      |
| PTB     | Tião Portella       | 2 / 24  | Oposição     |
| PTN     | Naldo da Loteria    | 2 / 24  | Governo      |
| PSD     | Rodolfo Braga       | 2 / 24  | Independente |
| PPS     | Airton Cascavel     | 1 / 24  | Oposição     |
| PSB     | Gute Brasil         | 1 / 24  | Independente |
| PPB     | Presbítero Nazareno | 1 / 24  | Oposição     |
| PMDB    | Lúcia Peixoto       | 1 / 24  | Independente |
| PDT     | Sérgio Ferreira     | 1 / 24  | Oposição     |
| PT      | Titonho             | 1 / 24  | Governo      |
| PAN     | Malu Campos         | 1 / 24  | Governo      |
| PRP     | Chico das Verduras  | 1 / 24  | Governo      |

## Deputados Estaduais
| Número | Deputados estaduais eleitos | Partido | Votação | Percentual | Cidade onde nasceu  | Unidade federativa  |
| 17258  | Mecias de Jesus             | PSL     | 4.516   | 2,64%      | Graça Aranha        | Maranhão            |
| 17777  | Berinho Bantim              | PSL     | 3.144   | 1,84%      | Boa Vista           | Roraima             |
| 25123  | Jalser Renier               | PFL     | 3.139   | 1,83%      | Boa Vista           | Roraima             |
| 25188  | Chico Guerra                | PFL     | 3.010   | 1,76%      | Caracaraí           | Roraima             |
| 23123  | Aírton Cascavel             | PPS     | 2.921   | 1,70%      | Capanema            | Paraná              |
| 18180  | Edio Lopes                  | PST     | 2.632   | 1,54%      | Presidente Epitácio | São Paulo           |
| 17456  | Dr. Célio Wanderley         | PSL     | 2.449   | 1,33%      | Boa Vista           | Roraima             |
| 45045  | Marcos da Byte              | PSDB    | 2.113   | 1,23%      | Fortaleza           | Ceará               |
| 45125  | Raul Prudente de Moraes     | PSDB    | 2.071   | 1,21%      | Rio de Janeiro      | Rio de Janeiro      |
| 45222  | Raul Lima                   | PSDB    | 2.006   | 1,17%      | Boa Vista           | Roraima             |
| 40444  | Gute Brasil                 | PSB     | 1.879   | 1,09%      | Curitiba            | Paraná              |
| 11333  | Presbítero Nazareno         | PPB     | 1.878   | 1,09%      | Benjamin Constant   | Amazonas            |
| 14567  | Dra. Marília Reginatto      | PTB     | 1.731   | 1,01%      | Rio de Janeiro      | Rio de Janeiro      |
| 15789  | Lúcia Peixoto               | PMDB    | 1.728   | 1,01%      | Porto de Moz        | Pará                |
| 19789  | Naldo da Loteria            | PTN     | 1.710   | 1,00%      | Pesqueira           | Pernambuco          |
| 12345  | Sérgio Ferreira             | PDT     | 1.708   | 0,99%      | Boa Vista           | Roraima             |
| 14111  | Tião Portella               | PTB     | 1.505   | 0,88%      | Caçador             | Santa Catarina      |
| 18523  | Elizeu Alves                | PST     | 1.476   | 0,86%      | Pocrane             | Minas Gerais        |
| 19555  | Flávio Chaves               | PTN     | 1.455   | 0,85%      | Boa Vista           | Roraima             |
| 13613  | Titonho Marques             | PT      | 1.230   | 0,72%      | Crateús             | Ceará               |
| 41888  | Vantan Praxedes             | PSD     | 1.205   | 0,70%      | Caraúbas            | Rio Grande do Norte |
| 41455  | Rofolfo Braga               | PSD     | 1.178   | 0,68%      | Autazes             | Amazonas            |
| 26655  | Malu Campos                 | PAN     | 1.144   | 0,66%      | Alenquer            | Pará                |
| 44123  | Chico das Verduras          | PRP     | 972     | 0,56%      | Pio XII             | Maranhão            |